# Colours of the earth
Colours of the earth is een studioalbum van Gandalf. Het was zijn eerste album voor het platenlabel Sattva Music, dat was gespecialiseerd in new agemuziek en wereldmuziek. Uitleg bij dit album: "Gandalf invites you on a symphonical-meditative journey into his land of visions and colours". Het album is opgenomen in zijn eigen Seagull Music geluidsstudio. Gandalf zei zelf dat een reis door de Amerikaanse staten Utah en Arizona hem inspireerden tot deze muziek. Zo ook deden Grand Canyon, Bryce Canyon en Sequoia National Park.

## Musici
- Gandalf – akoestische gitaar, elektrische gitaar, piano, dwarsfluiten, harp, toetsinstrumenten, mellotron, buisklokken en andere percussie.

## Muziek
| Nr. | Titel                        | Duur  |
| --- | ---------------------------- | ----- |
| 1.  | Colours of the earth (1)     | 10:14 |
| 2.  | Aquarius                     | 4:45  |
| 3.  | Garden of miracles           | 10:47 |
| 4.  | Closer to heaven (1)         | 1:37  |
| 5.  | Colours of the earth (2)     | 3:37  |
| 6.  | Closer to heaven (2)         | 1:10  |
| 7.  | Secrets of the heart         | 8:30  |
| 8.  | Closer to heaven (3)         | 6:28  |
| 9.  | Traces from eternity         | 11:59 |
| 10. | Garden of miracles (reprise) | 1:06  |
| 11. | Angel of light               | 4:40  |